# 羌堆寺
羌堆寺位於四川省甘孜藏族自治州新龍縣，文物遺址年代判定為明代、清代。2007年6月1日公佈為四川省第七批文物保護單位。